# Nusrat-Xah Tughluq
Nusrat-Xah Tughluq fou un sultà tughlúquida de Delhi en disputa amb Nàssir-ad-Din Mahmud Xah Tughluq. Era net de Firuz Xah Tughluq, fill de Fath Khan i germà de Ghiyath-ad-Din Tughluq (II) (1388-1389).
A la mort de Sikandar-Xah Tughluq (8 de març de 1394), després de dues setmanes de discussions entre els esclaus mamelucs firuzshàhides i els emirs lodis afganesos, fou proclamat sultà el seu germà Nàssir-ad-Din Mahmud Xah Tughluq que va provar de reconciliar a les dues faccions i va nomenar l'eunuc Malik Sarwar com a visir amb títol de Khwadja Djahan, i a Dawlat Khan Lodi com a kotwal de Delhi; Abd al-Rashid Khan Sultani va rebre el títol de Saadat Khan i el càrrec de barbek; Sarang Khan Lodi (cosí de Dawlat Khan Lodi) va rebre l'ikta (feu) de Dipalpur i el seu germà petit Malik Ikbal fou nomenat segon wazir. El sultanat ja havia entrar en procés de disgregació amb poderoses forces centrífugues que havien proclamat diverses províncies independents.
Bir Singh Deva, rajput tomara de Dandaroli, va atacar Gwalior que va ocupar (juny de 1394) i el mateix sultà Mahmud va marxar contra la ciutat acompanyat de Abd al-Rashid Khan Sultani ara conegut com a Saadat Khan, deixant el govern a Delhi al seu hereu presumpte Mukarrab Khan. Quan s'acostaven a Gwalior alguns amirs dirigits per Mallu Ikbal van conspirar per assassinar al sultà, però Saadat se'n va assabentar i va fer matar als implicats excepte Mallu que va poder fugir cap a Delhi on va demanar protecció a Mukarrab Khan. Mahmud i Saadat van retornar a la capital que els va tancar les portes; Delhi fou assetjada durant tres mesos durant els quals Mahmud es va enemistar amb Saadat i es va reconciliar amb Mukarrab; Saadat va fugir a Firuzabad que va ocupar el gener del 1395 i va proclamar sultà a Nusrat Khan; però els esclaus turcs que seguien a Saadat se li van girar aviat en contra. Saadat va fugir a Delhi i va demanar protecció a Mukarrab però aquest el va fer matar.
La resta dels esclaus turcs revoltats a Firuzabad (que dominaven aquesta ciutat, part del Doab, Sambhal, Panipat i Rohtak) van seguir lleials a Nusrat Khan (ara Nusrat-Xah Tughluq) mentre Mahmud tenia el suport dels lodis i exercia el poder a Delhi junt amb Mukarrab i dominava la fortalesa de Siri. Durant uns anys en els quals les dues parts van lluitar en petits combats. El 1398 Mallu Ikbal, que era a Delhi, va cridar a Nusrat Shah a Jahanpanah i li va jurar fidelitat, però no va tardar a atacar-lo i Nusrat va fugir cap a Firuzabad i després a Panipat al costat del seu wazir Tatar Khan. Mallu Ikbal va ocupar Firuzabad i durant dos mesos va combatre contra Mukarrab fins que el va matar, però en canvi va respectar a Mahmud al que va reconèixer com a sultà i sobre el que va exercir gran influència.
El nord-oest Multan va quedar en mans de Sayyid Khizr o Khidr Khan (després sultà Sayyid Khidr Khan 1414-1421) que el 1395 es va enfrontar a Sarang Khan, governador de Dipalpur i germà de Mallu Ikbal, i fou fet presoner; Sarang va ocupar Multan, i després va derrotar a Shaykha Khokar nomenant al seu germà petit Adil Khan com a governador de Lahore. Però el 8 d'octubre de 1397 Sarang fou derrotat per Tatar Khan a la batalla de Kotla; Khidr Khan que per aquest temps es va poder escapar, es va unir a Tamerlà que poc després va envair el Panjab; l'avantguarda anava manada pel net de Tamerlà, Pir Muhammad. Al seu darrere Tamerlà va creuar l'Indus el setembre de 1397 i va marxar cap a Delhi. Després d'haver hagut d'aixecar el setge d'Uchch, el net de Tamerlà va derrotar a Sarang Khan a la vora del Beas i va atacar Multan que es va rendir després d'un setge (1398). Sarang Khan Lodi va ser executat i Sayyid Khidr Khan fou reinstal·lat com a governador. Mentre Tamerlà s'havia acostat a Delhi i Mahmud i Mallu Ikbal havien preparat la defensa però després d'algunes alternatives, el 18 de desembre de 1397 foren totalment derrotats. Mallu va fugir a Baran i Mahmud a Gujarat i després a Malwa.
Delhi fou saquejada durant 15 dies i els seus habitants massacrats o esclavitzats, però Tamerlà no hi va restar i va abandonar la capital, cosa que Nusrat Khan va aprofitar per ocupar Delhi (gener del 1399) però Mallu Ikbal va retornar poc després i el va expulsar cap al Mewat on Nusrat va morir al cap de poc probablement el mateix 1399 o el 1400.